# Sevdalinka

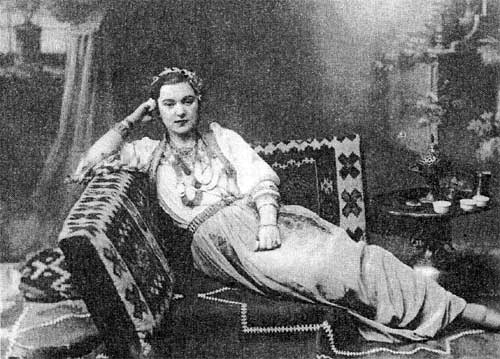
La începutul secolului al XIX-lea, Umihana Čuvidina (cca. 1794 – cca. 1870) a contribuit foarte mult la dezvoltarea genului

Sevdalinka (pronunțat [seʋdǎliːŋka]) (cunoscut și sub numele de muzică Sevdah) este un gen tradițional de muzică populară din Bosnia și Herțegovina. Genul de muzică Sevdalinka este o parte integrantă a culturii bosniace, dar este, de asemenea, răspândit în țările din fosta Iugoslavie, inclusiv Croația, Muntenegru, Macedonia de Nord și Serbia. Adevărații compozitori ale multor cântece Sevdalinka nu sunt cunoscuți, deoarece acestea sunt cântece populare tradiționale. 
Într-un sens muzical, Sevdalinka se caracterizează printr-un tempo lent sau moderat și cu melodii intense, emoționale. Melodiile sunt foarte elaborate, încărcate emoțional și sunt cântate în mod tradițional cu pasiune și fervoare. Combinația de elemente orientale, europene și sefardice fac ca acest tip de muzică să iasă în evidență față de alte tipuri de muzică populară din Balcani. La fel ca majoritatea muzicii populare balcanice, Sevdalinka prezintă moduri muzicale de sunet foarte sumbre, în gama minor, dar spre deosebire de alte tipuri de muzică folclorică balcanică, aceasta are mai mult semitonuri, asemănător melodiile <i>makamlar</i> orientale și modului frigian. Prin urmare, melodiile sunt remarcate pentru că provoacă ascultătorului un puternic sentiment de melancolie. 
Cântărețul va impune deseori ritmul și tempoul piesei, ambele putând varia de-a lungul melodiei. În mod tradițional, piesele Sevdalinka sunt cântece ale femeilor, cele mai multe abordând problema dragostei și a dorului, a iubirii neîmplinite și a nefericirii, unele considerații asupra dorinței fizice a femeii pentru persoana iubită, iar unele au diverse elemente comice. Există însă melodii scrise și cântate de bărbați. În mod tradițional, acestea erau interpretate fără niciun instrument, de unde și melodia lor elaborată. Ca și în cazul celor mai vechi stiluri populare, astăzi doar se presupune cum a fost sunetul melodiilor originale, întrucât în zilele moderne interpretările sunt complet aliniate la sistemul cromatic occidental datorită instrumentelor folosite pentru acompaniament (în timp ce modurile orientale folosesc deseori intervale mai mici decât semitonul). Interpretările moderne sunt însoțite de o orchestră mică, cu acordeon (instrumentul principal), vioară, chitară cu coarde de nailon și / sau alte instrumente de coardă, ocazional (cum ar fi oud, saz sau šargija), flautul sau clarinetul (ocazional), basul vertical și tamburul lateral. În interpretări moderne, între versete, un acordeon sau o vioară solo pot fi auzite aproape întotdeauna. 

## Etimologie
Cuvântul însuși provine din limba turcă, din cuvântul sevda care, la rândul său, derivă din cuvântul arab sawda (care înseamnă bilă neagră, de la rădăcina swd, „negru”), care în vremurile anterioare era folosit de medici pentru a denumi una dintre cele patru umorii pretinse a controla sentimentele și emoțiile umane. În turca otomană sevda nu înseamnă pur și simplu bilă neagră; se referă, de asemenea, la o stare de a fi îndrăgostit și, mai precis, la dorul intens și neînsuflețit, asociat cu boala iubirii și iubirea nerecuperată. Acest lucru este conectat cu cuvântul persan înrudit (سودازده) care înseamnă atât „melancolic”, cât și „îndrăgostit”. Aceste asociații au venit odată cu cuvântul când a fost adus în Bosnia de către otomani. Astăzi este un cuvânt bosniac bogat evocator, care înseamnă dorul (pentru o persoană iubită, un loc, un timp) care este atât bucuros, cât și dureros, fiind tema principală a versurilor Sevdalinka. 
Astfel, bosniacii folosesc cuvintele „Sevdalinka” și „Sevdah” în mod interschimbabil ca nume al acestei muzici, deși cuvântul Sevdah poate fi folosit și în alte sensuri. Saudade, termenul central al genului muzical portughez Fado, este de aceeași origine, de asemenea, apare din discursul medical în limba arabă folosit timp de secole atât în Al-Andalus, cât și în imperiul otoman. Termenul de melancolie este de origine similară, provenind de la termenul medical grecesc original pentru bila neagră - melan kholé . 

## Origini și istorie
Originile genului Sevdalinka nu sunt cunoscute cu siguranță, deși se știe că a apărut cândva după sosirea otomanilor în Peninsula Balcanică medievală, dar melodiile și venerabila figură lirică „Aman, aman” indică o influență sefardă și andaluză care poate să fie explicată prin sosirea refugiaților sefardiți în Bosnia Otomană sau, mai probabil, a unui sens turcesc otoman care se traduce prin „a avea milă”. 
Primul cântec Sevdalinka menționat istoric este considerat „Bolest Muje Carevića” (Boala lui Mujo Carević), despre care se crede că a fost scris în jurul anului 1475. Un alt document scris timpuriu care menționează Sevdalinka este din anul 1574, când un bărbat italian a trecut prin orașul bosniac Visoko și a auzit ceea ce el a descris drept „melodii triste cântate de localnici” care l-au făcut să se simtă melancolic. La începutul secolului al XVI-lea, un duce din Split a menționat o melodie despre iubirea interzisă dintre o fată creștină pe nume Mara Vornić și un băiat musulman pe nume Fadil sau Adel / Adil (versiunile variază). 
La începutul secolului al XIX-lea, Umihana Čuvidina a contribuit foarte mult la dezvoltarea genului Sevdalinka cu poeziile sale despre iubirea pierdută, pe care le-a cântat. 
Zlatko Glamočak, artist din Muntenegru, care locuiește în Franța, a declarat că „în centrele de sănătate, sevdah și zgomotul cascadelor au fost folosite pentru a trata bolile psihiatrice, cu mult timp în urmă în Balcani”. 

## Interpreți (Sevdalije)
Câțiva cântăreți importanți din anii 1920, 1930 și 1940 au fost Rešad Bešlagić și Vuka Šeherović. Spre sfârșitul celui de-al Doilea Război Mondial, Radio Sarajevo a fost fondat și cu acesta au semnat contracte unii dintre cei mai de seamă Sevdalije (interpreți de Sevdalinka), printre aceștia fiind Zaim Imamović în 1945, Himzo Polovina în 1953, Beba Selimović în 1954, Safet Isović în 1955 și Zehra Deović în 1960. Nada Mamula a cântat la Radio Belgrad din 1946. Alții, precum Silvana Armenulić, Emina Zečaj, Hanka Paldum și Meho Puzić au semnate cu case de discuri ca Jugoton, Diskoton sau alte case de discuri din Iugoslavia. 
Deși cântată în principal de cântăreții tradiționali bosniaci, cântece Sevdalinka au început să fie interpretate de muzicieni „mainstream”. Exemple de astfel de muzicieni sunt Josipa Lisac, Željko Bebek, Ibrica Jusić, Jadranka Stojaković, Toše Proeski și Zdravko Čolić. 
În anii 1990, trupa Mostar Sevdah Reunion a fost formată la Mostar, iar la începutul anilor 2000 au devenit larg populari pe scena din întreaga lume, primind premii importante pentru interpretările lor pline de viață ale unor melodii Sevdalinka (care îmbină Sevdalinka cu stiluri muzicale contemporane precum jazz, rock și funk) și au făcut cunoscut genul Sevdalinka în afara Bosniei. La fel de populară este astăzi Amira Medunjanin, poreclită de jurnalistul muzical și autorul Garth Wainwright, „Billie Holiday a Bosniei”. 

## Exemple
- Anadolka
- Kad ja pođoh  (chitară)
- Kad ja pođoh  (flaut)
- Ne Klepeći Nanulama
- Što te nema (Hasanagin Sevdah)
- U Stambolu na Bosforu
- Žute Dunje